# Alghero
Alghero (kat. L’Alguer; sard. S’Alighera) – miasto i gmina we Włoszech, w regionie Sardynia, w prowincji Sassari. Według danych na 31 maja 2023 miasto zamieszkiwało 42 287 osób.
Około 40% mieszkańców Alghero posługuje się na co dzień archaiczną odmianą katalońskiego od czasu, gdy w 1372 r. wojska Królestwa Aragonii wysiedliły stąd autochtoniczną ludność sardyńską w głąb lądu, sprowadzając w jej miejsce osadników z Katalonii. Była to kara za wykrycie spisku przeciwko królowi Aragonii, zawiązanego przez rządzącą Alghero rodzinę Doria po zdobyciu tego miasta przez Aragończyków w 1353 r. Pochodzenie mieszkańców znalazło swoje odzwierciedlenie w nietypowej siatce ulic, przypominającej katalońskie miasta architekturze i miejscowej kuchni. Fragment godła miejscowości przejęto z flagi tej hiszpańskiej wspólnoty autonomicznej. Do dziś standardowy kataloński jest rozumiany przez ponad 60% populacji Alghero.

## Zabytki
- Katedra Niepokalanego Poczęcia NMP (XVI-XIX w.)[2];
- zachowane fragmenty murów miejskich – XVI-XVII wieczne bastiony od strony morza oraz wieże i baszty od strony lądu[3];
- kościół pw. Świętego Franciszka (XIV-XVIII w.)[2].

## Miasta partnerskie
- Balaguer
- Tarragona
- Palma de Mallorca
- Encamp